# Ceratocanthopsis pygmaea
Ceratocanthopsis pygmaea är en skalbaggsart som beskrevs av Edgar von Harold 1874. Ceratocanthopsis pygmaea ingår i släktet Ceratocanthopsis och familjen Hybosoridae. Inga underarter finns listade i Catalogue of Life.